# Tan Miao
Tan Miao (n. 6 ianuarie 1987, Jinan, Republica Populară Chineză) este o înotătoare ce a reprezentat Republica Populară Chineză, medaliată olimpică. A participat la o ediție a Jocurilor Olimpice (2008) în care a câștigat o medalie de argint.

## Participări
Lista de mai jos prezintă principalele competiții la care a participat Tan Miao de-a lungul carierei.
- swimming at the 2008 Summer Olympics – women's 4 × 200 metre freestyle relay[*]